# Gaujac (Gers)
Gaujac é uma comuna francesa na região administrativa de Occitânia, no departamento de Gers. Estende-se por uma área de 5,01 km². Em 2010 a comuna tinha 69 habitantes (densidade: 13,8 hab./km²).